# 奇拉洛山
7°55′N 39°16′E / 7.917°N 39.267°E
奇拉洛山是埃塞俄比亞的山峰，位於該國東南部，處於奧羅米亞州，距離首都亞的斯亞貝巴140公里，海拔高度4,036米，每年平均降雨量1,207毫米。